# Regina Sommermeyer
Regina Sommermeyer (* 13. Mai 1952 als Regina Barthelmann in Jena) ist eine frühere deutsche Dokumentarfilm-Regisseurin und Journalistin.

## Leben und Werk
Regina Sommermeyer hegte früh den Wunsch Journalistin zu werden. Nach einem Volontariat bei der Ostsee-Zeitung in Rostock studierte sie von 1970 bis 1974 Journalistik mit Nebenfach Kulturwissenschaft an der Universität Leipzig. Im Anschluss ging Sommermeyer nach Berlin und fand eine Anstellung beim DEFA-Studio für Dokumentarfilme. Sie wurde in der Redaktion der Kino-Wochenschau Der Augenzeuge eingesetzt. Dort realisierte sie ab 1976 eine Vielzahl an Kurzbeiträgen, darunter ein Porträt über den Musiker Holger Biege und Kurzvorstellungen bekannter Institutionen wie der Komischen Oper oder dem Seemann-Verlag. Zudem unternahm sie Drehreisen nach Karelien und Armenien. „Die Jahre beim Augenzeugen waren die schönste Zeit meines Berufslebens“ hielt Sommermeyer rückblickend in einem Gespräch mit dem Filmjournalisten Ralf Schenk fest.
Mit der Einstellung des Augenzeugen im Jahr 1980 wechselte Sommermeyer in die Produktionsgruppe Camera DDR, die auf Auslandspropaganda spezialisiert war. Dort entstanden bis 1982 mehrere Filme unter ihrer Regie. 1983 unterbrach sie ihre Regietätigkeit, da sie ihren Mann nach Düsseldorf begleitete, der in der DDR-Handelsvertretung eine Arbeit erhielt. Regina Sommermeyer übernahm dort Sekretariatsaufgaben. 1987 kehrten die Eheleute in die DDR zurück und Sommermeyer nahm ihre Regietätigkeit bei der DEFA in der Gruppe Camera DDR wieder auf. In Wenn man Hilfe braucht würdigte sie die Leistungen des DDR-Gesundheitswesen. Ein weiteres Filmprojekt wurde im Wendeherbst 1989 abgebrochen.
Regina Sommermeyer erkannte rasch, dass mit dem Ende der DDR ihre bisherige Arbeit nicht mehr gefragt war und reichte 1990 die Kündigung ein. Sie begann in der Gärtnerischen Produktionsgenossenschaft Kleeblatt in Berlin-Buchholz zu arbeiten. Später wechselte sie in das Unternehmen ihres Mannes.

## Filmografie (Auswahl)
- 1976–1980: Regie für diverse Beiträge der Kinowochenschau Der Augenzeuge
- 1981: Hochschule in der DDR – Die Humboldt-Universität Berlin
- 1982: DDR – Fakten und Bilder
- 1982: Freizeitkünstler
- 1982: Ein Film über den offiziellen Freundschaftsbesuch der Partei- und Staatsdelegation der Volksdemokratischen Republik Jemen in der DDR im November 1981
- 1988: Wenn man Hilfe braucht